# 교류전동기

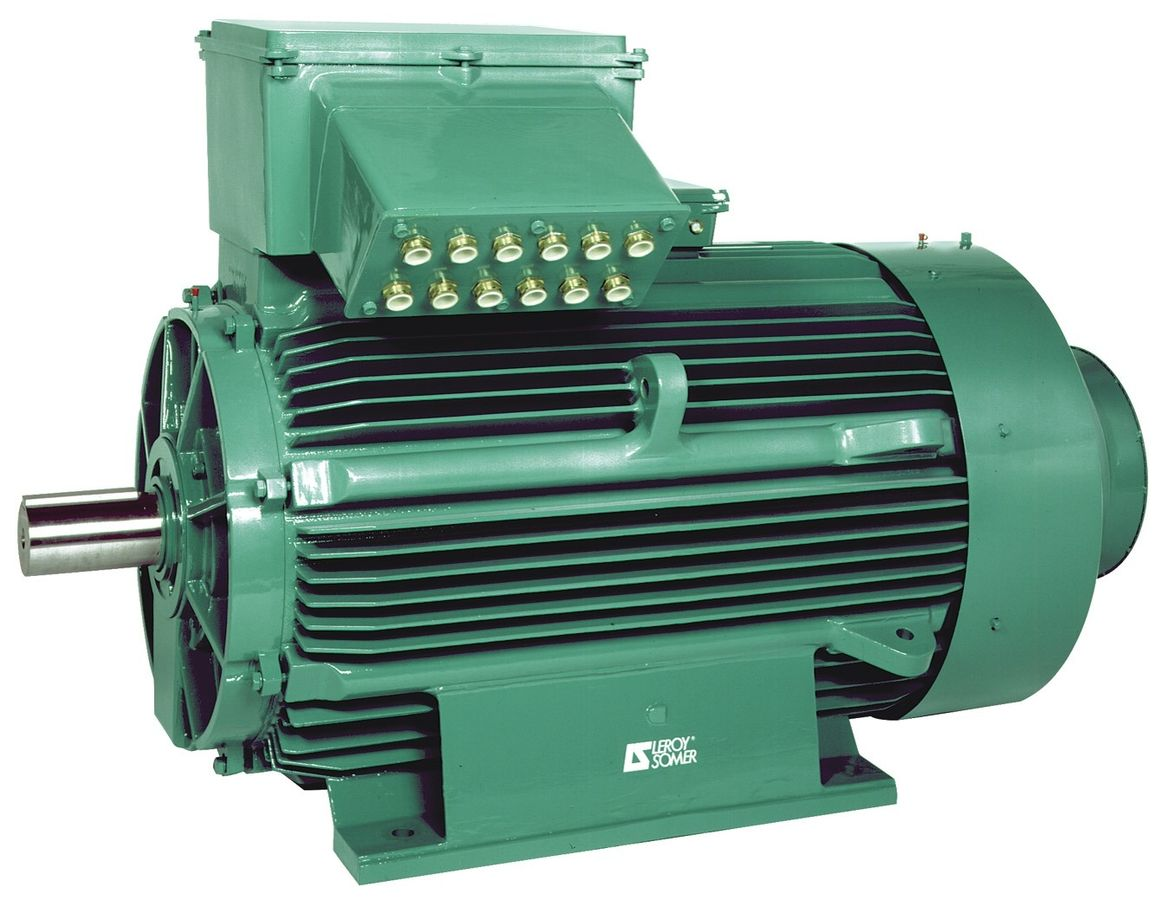

교류전동기는 교류(AC)가 구동하는 전동기이다. 교류전동기는 일반적으로 회전 자기장을 생성하기 위해 교류가 공급되는 코일이 있는 바깥쪽 고정자와 출력축에 부착된 내부 회전자를 포함하는 2개의 기본 부품으로 구성된 회전 자계이다. 회전자 자기장은 영구 자석, 자기 저항 돌출부, 직류 또는 교류 전기 권선이 생성할 수 있다.
드물게, 선형 교류전동기는 회전하는 전동기와 유사한 원리로 작동하지만 정지 및 가동 부분이 직선 구성으로 배열되어 회전 대신 직선 운동을 생성한다.

## 동작 원리
교류전동기가 정상적인 회전 상태에 있을 때, 회전자 및 고정자의 자기장은 좀처럼 미끄러지지 않고 회전한다. 회전자와 고정자 전극 사이의 자기력은 정격 속도에서 부하를 구동할 수 있는 평균 토크를 생성한다.
교류전동기는 2개의 회전 (또는 이동)을 각각 회전자 또는 고정자의 자계와 함께 동작한다.
교류전동기의 2가지 주요 유형은 유도 또는 동기로 분류된다. 유도 전동기 (모터 또는 비동기)는 항상 회전자 권선에서 회전류를 유도하는 자계 회전 고정자와 슬립이라고 하는 회전자 축 속도의 작은 차이에 의존한다. 동기 전동기는 정확하게 동기 속도에서 정격 토크를 생성한다.

## 역사

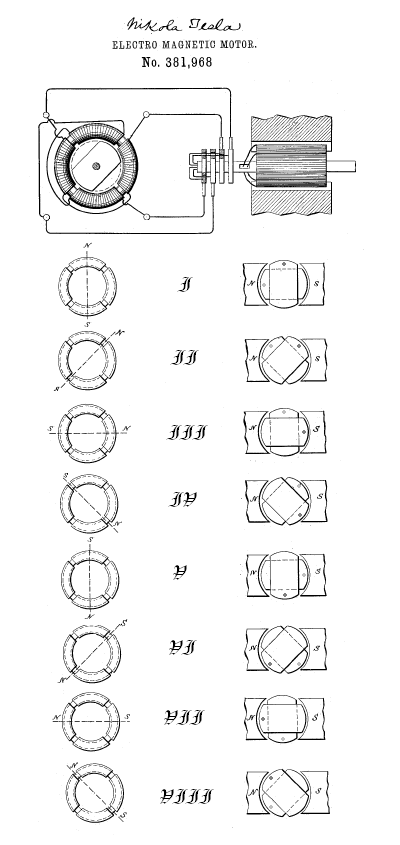

교류 기술은 변화한 자기장이 회로에 전류를 유도할 수 있는 마이클 패러데이와 조셉 헨리의 1830-31년 발견에 뿌리를 두고 있다. 패러데이는 자신이 발견한 사실을 먼저 발표했기 때문에 이 발견에 대한 대가를 인정받는다.
1832년에 프랑스 악기 제작자 히폴리테 픽시는 최초의 교류 발전기를 설계하고 제작했을 때 원유 형태의 교류를 발생시켰다. 그것은 2개의 감겨진 철사 코일을 지나간 회전형 말굽 자석으로 이루어져 있다.
장거리 고전압 전송에서 교류의 장점 때문에, 19세기 후반 미국 및 유럽에서 많은 교류전동기 개발을 시도한 발명가가 있었다. 회전 자기장을 처음으로 고안한 사람은 월터 베일리였다. 월터 베일리는 1879년 6월 28일에 정류자가 런던의 물리 학회에 도움을 준 배터리로 작동하는 다상 전동기를 시연했다.

## 유도전동기

### 슬립
회전 필드가 회전자보다 효과적으로 빠르게 회전하기 때문에 회전자 표면을 지나서 슬립이라고 말할 수 있다. 동기 속도와 실제 속도의 차이를 슬립이라고 한다. 전동기가 하중을 가하면 약간 천천히 움직이면서 슬립이 증가한다. 부하가 없어도 내부의 기계적 손실은 슬립이 제로가 되는 것을 방지한다.
교류전동기의 속도는 관계식에 따라 주로 교류 공급 장치의 주파수와 고정자 권선의 전극 수가 결정한다.
{\displaystyle N_{s}=120F/p}
Ns = 동기 속도, 분당 회전수
F = 교류 전원 주파수
p = 위상 권선당 전극 수
유도 전동기의 실제 RPM은 집계된 동기 속도보다 작으면서 발생하는 토크에 따라 증가하는 슬립으로 계산된다. 무부하 상태에서 속도는 매우 동기식에 가깝다. 표준 전동기에는 하중을 가할 때 2-3%의 슬립이 발생하고 특수 전동기에는 최대 7%의 슬립이 발생한다. ''토크 전동기''로 알려진 전동기 종류는 100% 슬립으로 작동한다.
교류전동기의 슬립은 다음과 같이 계산된다.
{\displaystyle S=(N_{s}-N_{r})/N_{s}}
Nr = 회전 속도, 분당 회전수.
S = 정규화된 슬립, 0-1.
예를 들어, 60Hz에서 작동하는 일반적인 4극 전동기는 최대 부하에서 1725 RPM의 명판 정격이 있으며 계산 속도는 1800 RPM이다.
이러한 전동기의 속도는 전통적으로 자기장 회전 속도를 변경하기 위해 스위치를 켜고 끌수 있는 전동기에 코일 또는 전극 세트를 추가하면서 변경되었다. 그러나 전력 전자공학의 발전은 현재 전동기의 속도보다 부드러운 제어를 제공하기 위해 전원 주파수가 달라질수 있음을 의미한다.
이러한 종류의 회전자는 유도 조정기의 기본 하드웨어이며 회전하는 자기장을 순수 전기 (전자 기계가 아닌)응용 장치로 사용하는 경우는 예외이다.

## 동기 전동기

### 다상 동기 전동기
슬립 링에서 3상 전동기의 회전자 코일에 연결하고 자계 전류를 공급하여 연속 자기장을 생성하는 경우를 동기 전동기라고 한다. 왜냐하면 회전자는 다상 전원 공급 장치가 생성한 회전 자기장과 동기적으로 회전하기 때문이다.
동기 전동기는 교류 발전기로도 사용될수 있다.

## 참조
1. ↑  《Historcal Encyclopedia of Natural and Mathematical Sciences, Volume 1》. Springer. 2009년 3월 6일. ISBN 9783540688310.
2. ↑  《The Gateway to Understanding: Electrons to Waves and Beyond》. AuthorHouse. 2005년 3월 3일. ISBN 9781418487409.